# Bellissimi
Bellissimi (Belisci in ligure) è una frazione del comune di Dolcedo, in provincia di Imperia.
Dista circa 2,5 km dal centro, lungo la strada provinciale SP 42 che collega Dolcedo a Civezza.

## Luoghi di culto
- Chiesa parrocchiale di San Mauro.
- Oratorio di Nostra Signora della Misericordia, edificato nel 1909 per volere del parroco di allora, don Giuseppe Bellissima.